# 물레방아 (1986년 영화)
"물레방아"는 한국에서 제작된 조명화 감독의 1986년 영화이다. 선우일란 등이 주연으로 출연하였고 김화식 등이 제작에 참여하였다.

## 출연

### 주연
- 선우일란
- 마흥식

## 기타
- 원작자: 나도향
- 조명: 김강일
- 녹음: 김성찬
- 미술: 김유준